# Bernd Mattheus
Bernd Mattheus (* 8. März 1953 in Eisenach; † 26. Juni 2009 in Kassel) war ein deutscher Schriftsteller, Übersetzer und Essayist, der bis zu seinem Tod in Kassel lebte.

## Leben
Mattheus übersiedelte mit seiner Familie 1960 in die Bundesrepublik. Bernd Mattheus wurde bekannt mit autobiographisch inspirierten Aphorismen, deren Themen sich zwischen Sprache und Leben, Grenzerfahrungen des Denkens, Entfremdung des modernen Individuums, Revolte und Sexualität bewegen. Er wirkte als Übersetzer und Herausgeber von Antonin Artaud, Georges Bataille und Emil Cioran, über den er eine Biographie schrieb. 2009 starb Mattheus an den Folgen einer Krebserkrankung.

## Werke
- Cioran. Portrait eines radikalen Skeptikers. Matthes & Seitz, Berlin 2007. ISBN 978-3-88221-891-6.
- jede wahre sprache ist unverständlich. Essays über Artaud. Matthes & Seitz, München 1977.
- Antonin Artaud. Leben und Werk. Matthes & Seitz, München/Berlin 1977 (Pseudonym E. Kapralik).
- Über Antonin Artaud (Hrsg. mit Cathrin Pichler). Matthes & Seitz, München 2002.
- Georges Bataille. Eine Thanatographie. Matthes & Seitz, München 1984–1997 (3 Bde.).
- heftige stille. andere notizen. Matthes & Seitz, München 1986. ISBN 3-88221-366-3.
- die augen öffnen sich im unklaren und schließen sich im verdunkelten. Matthes & Seitz, München 1980.
- Ich gestatte mir die Revolte (Hrsg. mit Axel Matthes). Matthes & Seitz, München 1985.
- briefe über die sprache (mit Karl Kollmann). Matthes & Seitz, München 1978.
- panizzajana. In: Oskar Panizza, Dialoge im Geiste Huttens. Mit einem Vorwort von Heiner Müller, Panizzajana von Bernd Mattheus und Beiträgen im Geiste Panizzas von Karl Günther Hufnagel und Peter Erlach. München 1979.
- marginalien. In: Oskar Panizza, Der Korsettenfritz. Gesammelte Erzählungen. München 1981.
- Passionen – Daniela Maria Greta. MaroVerlag, Augsburg 2013. ISBN 978-3-87512-296-1.